# (49036) Пелион
(49036) Пелион (лат. Pelion) — астероид из группы кентавров, который был открыт 21 августа 1998 года американскими астрономами Робертом Уайтли и Дэвидом Толеном в обсерватории Мауна-Кеа и назван в честь горы Пелион в Фессалии.

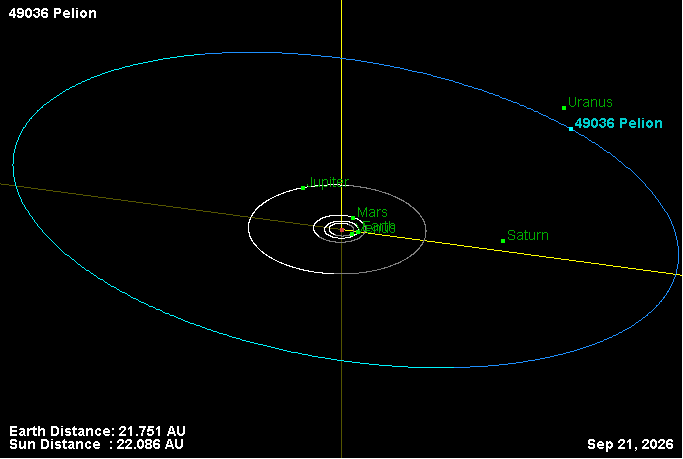
Орбита астероида Пелион и его положение в Солнечной системе